# Might and Magic VI: The Mandate of Heaven
Might and Magic VI: The Mandate of Heaven ist ein Rollenspiel, das von New World Computing entwickelt und 1998 von 3DO veröffentlicht wurde. Es ist der sechste Teil der Might-and-Magic-Reihe, die Fortsetzung von Might and Magic V: Darkside of Xeen und der erste Might and Magic -Titel, der auf demselben Planeten wie Heroes of Might and Magic spielt. Es setzt die Handlung von Heroes of Might and Magic II fort und spielt in der chronologischen Reihenfolge der Serie zur gleichen Zeit wie Heroes of Might and Magic III. Das Spiel wurde positiv mit ähnlichen Rollenspielen wie The Elder Scrolls II: Daggerfall verglichen. Kritiker lobten es für seine nicht-lineare, benutzerfreundliche Prämisse, eine interaktive, detaillierte Spielwelt und eine ausgefeilte, fehlerfreie Erstveröffentlichung. Außerdem wurde eine Limited Edition des Spiels veröffentlicht, die eine Stoffkarte von Enroth, ein Strategiehandbuch und die ersten fünf Spiele der Serie auf CD-ROM enthielt. Es folgten drei Fortsetzungen, wobei Might and Magic VII: For Blood and Honor den Erzählbogen direkt fortsetzte.

## Handlung
Die Welt von Enroth wird eines Nachts von den Kreegans, den dämonenähnlichen außerirdischen Wesen angegriffen, die in meteoritenähnlichen Raumschiffen ankommen. Roland Ironfist, der König von Enroth, startet eine Kampagne gegen die Kreegans, wird aber vom Luftmagier Sulman betrogen, wobei er, der Hofzauberer Tanir und der Kommandant Sir Ragnar gefangen genommen werden. Xenofex, der Anführer der Kreegans, baut noch die Sekte von Baa sowie deren Tempel auf, um die Ironfist-Familie weiter zu beschädigen. Auch mit dem Aufbruch der Königin Catherine wurde das Königreich vom sich noch im Kindesalter befindenden Prinzen Nicolai sowie Wilbur Humphrey, dem Stellvertreter des Königs, regiert. Das Volk gerät in Panik, da der Glaube verbreitet sei, dass die Ironfists das Mandat des Himmels verloren haben.
Die Spielercharakter sind Einwohner des Dorfes Sweet Water, die von Kreegans unmittelbar nach deren Ankunft zerstört wurde. Ein Hexer namens Falagar rettet und trainiert sie, bis sie auf ihren eigenen Weg gehen können. In einem verlassenen Goblinlager entdecken sie die Leiche von Sulman und einen Brief, der an ihn adressiert wurde.
Diesen Brief zeigen sie Humphrey, der daraufhin den Spieler auffordert, das Orakel um Rat anzusprechen, mit dem Ziel, die Kreegans zu bekämpfen. Das Orakel befindet sich in der Stadt von Free Haven und die Audienz mit dem Orakel wird nur durch den hohen Rat erteilt, dessen Mitglieder ihre Zustimmung nur durch Erledigung bestimmter Aufgaben geben. Trotz Erledigung aller Aufgaben gibt Slicker Silvertongue, der Repräsentant der Ironfists, seine Zustimmung nicht zu. Humphrey behauptet, dass Silvertongue verwirrt sein konnte, aber der Spieler findet heraus, dass Silvertongue in Wirklichkeit ein Priester von Baa ist. Nachdem dies enthüllt wird, verlässt er den Rat.
Als dem Spieler die Audienz mit dem Orakel bekommt, das in Wirklichkeit eine hochentwickelte künstliche Intelligenz namens Melian ist, wird dieser aufgefordert, die vier Speicherkristalle zu finden und zu installieren, da diese von Archibald entfernt wurden. Der Spieler findet und installiert diese Kristalle, wobei auch erfahren wird, dass Roland und Tanir woanders gebracht sind und Sir Ragnar an seine Wunden starb. Ferner trifft der Spieler auch Silvertongue und tötet diesen.
Als Melian wieder operativ wird, erklärt dieser, dass die Ancients, eine uralte aber hochentwickelte Rasse, damals die Kreegans bekämpfte und hochtechnologische Waffen entwickelte, die effektiv gegen die Kreegans sind. Diese Waffen sind aber nur im Kontrollzentrum des Planeten aufbewahrt, wofür der Spieler den Kontrollkubus aus dem Grab von VARN bringen sollte. Nachdem der Spieler diese Aufgabe erledigt, erhält dieser Zugriff auf das Kontrollzentrum und findet Laserwaffen, mit denen der von Kreegans eingerichtete Reaktor effektiv zerstört werden kann. Außerdem teilt Melian mit, dass der Reaktor direkt mit dem Kern der Welt von Enroth verbunden ist und somit dessen Zerstörung ohne Weiteres die ganze Welt zerstören wird. Durch einen spezielle Zauber kann dies verhindert werden, aber nur Archibald besitzt das Wissen über eine solche Zauber.
Als der Spieler mit Nicolai darüber redet, hilft dieser widerwillig, den Steinfluch von Archibald zu entfernen, dieser gibt dem Spieler die Schriftrolle vom „Ritual der Leere“. Mit Hilfe der Laserwaffen und der Schriftrolle kann das sich in Sweet Water befindende Hauptquartier der Kreegans zerstört werden, wobei die Welt geschont bleibt.
Im Epilog werden die Helden von Nicolai in einer Zeremonie zum Ritter geschlagen, und Archibald, der die ganze Zeremonie von seiner Kristallkugel ansieht, „bedankt sich“ bei den Helden sarkastisch, bevor er mit seinen Taten anfängt, die zu Ereignissen von Might and Magic VII führen.

## Spielprinzip
Für das Spiel wurde ein komplett neues Spiel-Engine entwickelt, das im Gegensatz zu Vorgängern in Echtzeit läuft. Sowohl der Spieler als auch nicht spielbare Charakter und Gegner können sich in Echtzeit bewegen.
Die gesamte Karte wurde in 15 Bereiche aufgeteilt, die zu Fuß, mit der Kutsche oder mit Schiffen erreichbar sind. In diesen Bereichen sind nicht nur feindliche Kreaturen vorhanden, sondern auch interagierbare Objekte wie Kisten und Häuser, aber auch Bewohner, die vom Spieler angesprochen und sogar rekrutiert werden können. Bis zu zwei Charaktern kann ein Spieler gleichzeitig rekrutieren, die im Rahmen einer Aufgabe begleitenden Charakter zählen nicht dazu.
Die Größe der Spielerpartei wurde von sechs auf vier reduziert. Ferner sind alle Spielercharakter Menschen und die Anzahl der erlaubten Klassen wurde auf sechs reduziert. Durch Abschließen klassenspezifischer Aufgaben kann ein Charakter befördert werden, was dazu führt, dass der beförderte Charakter stärker wird.
Auch das Fertigkeitssystem wurde überarbeitet. Die ausgewählte Klasse bestimmt, welche Fertigkeiten ein Charakter lernen kann. Mit jeder neuen Stufe werden Fertigkeitspunkte vergeben, die den Fertigkeiten zugewiesen werden können. Fertigkeiten haben ferner die Stufen Normal, Experte und Meister. Um die Stufen Experte und Meister zu erreichen, muss ein Charakter bestimmte Voraussetzungen erfüllen und den entsprechenden Lehrer ansprechen. Auch das Magiesystem ist eng mit dem Fertigkeitssystem verknüpft.
Das Magiesystem wird in sogenannten Schulen beschrieben, wobei für jede Schule die dazugehörige Fertigkeit gelernt werden muss, um die dazugehörigen Zaubersprüche zu lernen. Werden der Fertigkeit für eine Schule mehr Punkte zugewiesen, werden die Zaubersprüche effektiver. Die Effektivität kann auch durch die Erhöhung der Fähigkeitsstufe erreicht werden.